# Yewande Akinola
Pour les articles homonymes, voir Akinola.
Yewande Akinola (née en 1984) est une ingénieure agréée nigériane, spécialisée dans l'approvisionnement en eau durable. Elle travaille comme ingénieure principale pour Laing O'Rourke et anime des émissions de télévision sur l'ingénierie pour Channel 4 et National Geographic.

## Éducation
Yewande Akinola est née en 1984 au Nigéria. Enfant, elle a conçu des maisons de poupées. Son père, J. M. Akinola, était secrétaire permanent au ministère des Travaux de l'ancienne région de l'Ouest du Nigéria. Yewande Akinola a étudié la conception technique et la technologie appropriée à l'Université de Warwick, qu'elle a terminées en 2007. Pendant ses études, elle était ingénieure en mécanique pour Thames Water, où elle a travaillé sur des sites de traitement d'eau potable. En 2007, elle a été employée par Arup Group en tant qu'ingénieure de conception pour la conception de systèmes d'approvisionnement en eau et de gestion de l'eau. Alors qu'elle travaillait pour Arup, elle a obtenu une maîtrise de l'Université de Cranfield en 2011.

## Carrière
Yewande Akinola s'intéresse au développement de l'eau et de l'assainissement pour les pays sous-développés. Elle a travaillé sur des projets au Royaume-Uni, en Afrique, au Moyen-Orient et en Asie de l'Est. Elle est la fondatrice du Global Emit Project, qui accompagne les jeunes intéressés par l'ingénierie,.
En 2010, Yewande Akinola a présenté Titanic: The Mission pour Channel 4 et National Geographic Society. En 2012, elle est membre du jury le concours du Prix Reine Elizabeth d'ingénierie pour créer un trophée. Cette année-là, elle a été présélectionnée et a remporté le prix IET de la jeune femme ingénieure de l'année. Elle a également présenté pour CBeebies et Yesterday TV,. Yewande Akinola est apparue sur BBC Radio 4. En 2014, Yewande Akinola a conçu un système de récupération des eaux de pluie,.
Yewande Akinola est une voix de premier plan dans le mouvement visant à accroître la diversité au sein de l'ingénierie. En 2013, Akinola a travaillé avec Girl Guiding UK pour encourager davantage de jeunes femmes à se lancer dans l'ingénierie. Elle a participé à une campagne de la Royal Academy of Engineering "Designed to Inspire". Elle a participé à la campagne QEPrize 2014 "Create The Future". Elle a prononcé un discours lors de la célébration de la journée Ada Lovelace 2016. Elle a figuré dans la campagne 2017 de l'Institution of Engineering and Technology (en) « Portrait d'un ingénieur ». En 2021, elle a été élue membre honoraire de la Royal Academy of Engineering

## Récompenses
- 1998 - Prix mathématique national nigérian de[2]
- 2009 - Prix de la Society of Public Health Engineers du Royaume-Uni pour la jeune étoile montante [3]
- 2012 - Exceptional Achiever Award par l'Association for Black Engineers (AFBE-UK) [2]
- 2012 - Jeune femme ingénieure de l'année de l'IET [18]
- 2013 - Management Today Top 35 des femmes de moins de 35 ans [19]
- 2014 - Prix PRECIOUS de la Femme Exceptionnelle en STEM [20]